# Saint-Geours-de-Maremne
Saint-Geours-de-Maremne – miejscowość i gmina we Francji, w regionie Nowa Akwitania, w departamencie Landy.
Według danych na rok 1990 gminę zamieszkiwały 1434 osoby, a gęstość zaludnienia wynosiła 33 osób/km² (wśród 2290 gmin Akwitanii Saint-Geours-de-Maremne plasuje się na 295. miejscu pod względem liczby ludności, natomiast pod względem powierzchni na miejscu 154.).